# Prohorivka, Starokosteantîniv
Prohorivka (în ucraineană Прохорівка) este un sat în comuna Stețkî din raionul Starokosteantîniv, regiunea Hmelnîțkîi, Ucraina.

## Demografie
Componența lingvistică a localității Prohorivka
     Ucraineană (97,52%)
     Rusă (1,65%)
     Alte limbi (0,83%)
Conform recensământului din 2001, majoritatea populației localității Prohorivka era vorbitoare de ucraineană (97,52%), existând în minoritate și vorbitori de rusă (1,65%).